# Ulrik (maleri)
Ulrik er et maleri fra ca. 1615 af den hollandske kunstner Jakob van Doordt. Det blev malet på Rosenborg Slot og viser Ulrik, Christian 4.'s tredje søn med dronning Anna Cathrine. 
Ulrik var født i 1611 og var mellem 4 og 5 år på det tidspunkt, da han blev portrætteret. Han er iført en rød- og guldbroderet kjole pyntet med en bred, stående kniplingskrave. Havde han været ældre, ville han have været iført bukser. I hånden holder han en hvid hyacint, hvilket dengang var en sjælden og eksklusiv blomst, som var berømmet for sin duft. 
På maleriet ses også en han-mops, som står på bagbenene med forbenene op ad Ulriks kjole. Mopsen var en sjældenhed i 1600-tallet, men var begyndt at blive populær ved hofferne rundt om i Europa. Christian 4. havde flere mopser, og det var ikke usædvanligt at træffe kongen i København sammen med en af dem.
Maleriet har tilhørt flere forskellige kunstsamlere i Europa og blev for nogen år siden identificeret af Steffen Heiberg.
I sommeren 2008 fik en dansk student ved et tilfælde øje på maleriet i Weiss Gallery i London, hvor det var til salg, og han tog kontakt med De Danske Kongers Kronologiske Samling på Rosenborg Slot for at forsøge at få det tilbage til Danmark. Det lykkedes i sommeren 2010 efter at Augustinus Fonden gav tilsagn om at ville betale prisen på 1,7 millioner kroner. I juli samme år kom maleriet til Rosenborg slot.